# Bodewin Keitel

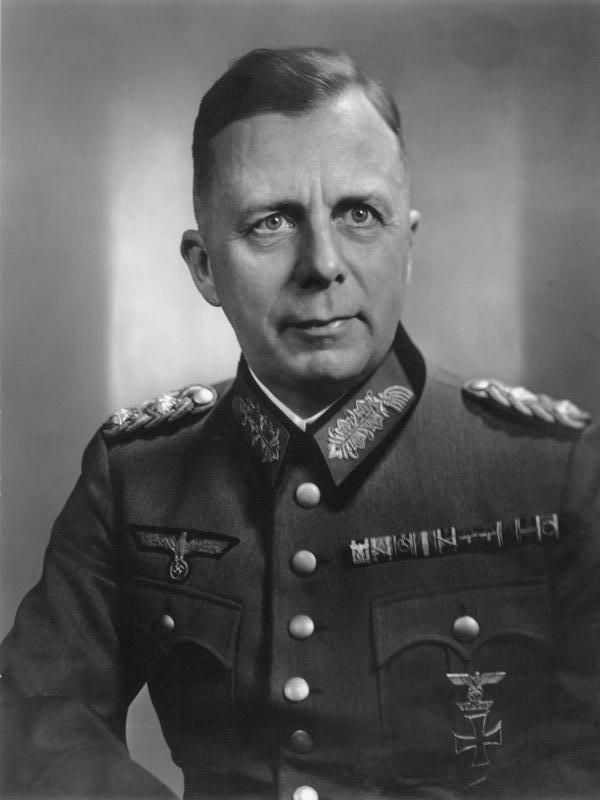
Bodewin Keitel als General der Infanterie (1941)

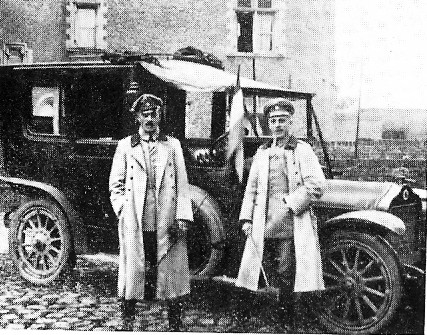
Hptm. Frhr. v. Wangenheim und Leutnant Keitel, 1914

Bodewin Claus Eduard Keitel (* 25. Dezember 1888 in Helmscherode; † 29. Juli 1953 in Göttingen) war ein deutscher General der Infanterie im Zweiten Weltkrieg. Er war der Bruder des Generalfeldmarschalls Wilhelm Keitel, des Chefs des Oberkommandos der Wehrmacht.

## Leben
Bodewin Keitel wurde am 25. Dezember 1888 auf dem Landgut Helmscherode als Sohn des Gutsbesitzers Carl Keitel (1854–1934) und dessen Frau Apollonia Vissering (1857–1889) geboren. Kurz nach der Geburt Bodewins starb die Mutter an Kindbettfieber.  Bodewin trat mit 20 Jahren am 23. Februar 1909 als Offizieranwärter in das Hannoversche Jäger-Bataillon Nr. 10 der Preußischen Armee in Goslar ein. Am 22. August 1910 erfolgte seine Beförderung zum Leutnant.

### Erster Weltkrieg
Zu Beginn des Ersten Weltkrieges war Keitel Zugführer in der Radfahr-Kompanie  des Hannoverschen Jäger-Bataillons Nr. 10. Zum Oberleutnant am 25. Februar 1915 befördert, wurde er kurz darauf zum Kompaniechef ernannt. Als solcher wechselte er am 18. Juni 1915 zum Brandenburgischen Jäger-Bataillon Nr. 3. Die Beförderung zum Hauptmann erfolgte am 18. Dezember 1917 und am 6. November 1918  wurde Keitel Kommandeur des III. Bataillons im 2. Thüringischen Infanterie-Regiment Nr. 32.

### Zwischenkriegszeit
Nach dem Ende des Ersten Weltkrieges wurde er in die Reichswehr übernommen und ins Jäger-Bataillon Nr. 10 zurückversetzt. Während der Nachkriegswirren übernahm er in der Zeit vom 21. Dezember 1918 bis zum 12. Februar 1919 das Kommando über das Bataillon und diente anschließend in diversen Bataillonen als Kompanieführer.
Am 1. Februar 1928 wurde Bodewin Keitel zum Major und am 1. Oktober 1932 zum Oberstleutnant befördert. Am 1. März 1933 erhielt er das Kommando über das III. Bataillon im 2. (Preußisches) Infanterie-Regiment. Mit seiner Beförderung zum Oberst wurde er am 1. Oktober 1934 zum Chef des Generalstabes des IX. Armeekorps ernannt. Am 12. Oktober 1937 folgte seine Versetzung als Chef zur Ausbildungsabteilung („T4“) im Generalstab des Heeres.
Am 28. Februar 1938 folgte mit seiner Beförderung zum Generalmajor die Ernennung zum Chef des Heerespersonalamtes (HPA). Diese Position hatte er bis zum 1. Oktober 1942 inne.

### Zweiter Weltkrieg
Am 1. April 1940 erhielt Keitel seine Beförderung zum Generalleutnant und ein Jahr darauf zum General der Infanterie. In der Zeit vom 1. Oktober 1942 bis zum 28. Februar 1943 wurde er zur „Wiederherstellung der Gesundheit“ beurlaubt. Sein Nachfolger im Heerespersonalamt wurde Rudolf Schmundt. Am 1. März 1943 wurde Keitel zum Kommandierenden General des stellvertretenden Generalkommandos XX. Armeekorps und Befehlshaber im Wehrkreis XX in Danzig ernannt.
Als Verbindungsoffizier im Wehrkreis XX diente zu dieser Zeit Oberstleutnant Hasso von Boehmer, der durch seinen Freund Henning von Tresckow für den militärischen Widerstand um die Gebrüder Stauffenberg gewonnen wurde. Am Tag des Attentats auf Adolf Hitler (20. Juli 1944) befand sich Keitel auf einer Inspektionsreise in seinem Kommandobereich. Als Erster Generalstabsoffizier (Ia) nahm Boehmer die aus dem Berliner Bendlerblock einlaufenden Fernschreiben der Verschwörer entgegen und veranlasste die ersten Schritte. Als Keitel über den Rundfunk von dem gescheiterten Anschlag erfuhr, kehrte er unmittelbar nach Danzig zurück, ließ sich erst von seinem Bruder Wilhelm telefonisch bestätigen, dass Hitler lebte, und nahm dann Boehmer fest, der vor den Volksgerichtshof kam und 1945 hingerichtet wurde.
Am 1. Dezember 1944 wurde Keitel in die Führerreserve des Oberkommandos des Heeres (OKH) versetzt. Am 3. Mai 1945, kurz vor dem Kriegsende, geriet er in US-amerikanische Kriegsgefangenschaft. Aus dieser wurde er am 17. April 1947 entlassen, weil er an der Parkinson-Krankheit litt.
Seine letzten Lebensjahre verbrachte Keitel, durch die Krankheit mit Lähmungserscheinungen und Schwierigkeiten beim Sprechen beeinträchtigt, auf dem Götzenhof bei Bodenfelde in Niedersachsen. Am 29. Juli 1953 starb er in einem Krankenhaus in Göttingen.